# Siasconset (Massachusetts)
Siasconset é um lugar designado pelo censo localizado no condado de Nantucket no estado estadounidense de Massachusetts. No Censo de 2010 tinha uma população de 205 habitantes e uma densidade populacional de 32,49 pessoas por km².

## Geografia
Siasconset encontra-se localizado nas coordenadas 41° 15′ 55″ N, 69° 58′ 23″ O. Segundo a Departamento do Censo dos Estados Unidos, Siasconset tem uma superfície total de 6.31 km², da qual 5.49 km² correspondem a terra firme e (13.05%) 0.82 km² é água.

## Demografia
Segundo o censo de 2010, tinha 205 pessoas residindo em Siasconset. A densidade populacional era de 32,49 hab./km². Dos 205 habitantes, Siasconset estava composto pelo 94.63% brancos, o 1.95% eram afroamericanos, o 0% eram amerindios, o 0% eram asiáticos, o 0% eram insulares do Pacífico, o 0.98% eram de outras raças e o 2.44% pertenciam a duas ou mais raças. Do total da população o 2.93% eram hispanos ou latinos de qualquer raça.